# Matteo Scattaretico
Matteo Scattaretico (Roma, 31 marzo 2000) è un attore italiano.
Conosciuto per i suoi ruoli in serie televisive come Prisma, Mental, La storia, ha anche recitato in film come Denti da squalo, Te l'avevo detto e 30 notti con il mio ex. Negli ultimi anni ha intrapreso un percorso da regista indipendente, con il cortometraggio Gabriele, vincitore di premi in festival nazionali.

## Biografia
Nato a Roma nel 2000, Matteo Scattaretico si avvicina al mondo dello spettacolo all'età di 21 anni, esordendo nella serie Prisma nel ruolo di Ilo. Dopo questa esperienza, partecipa alla serie Mental (2021), seguita da Denti da squalo (2022), in cui interpreta il cattivo Tecno.
Nel 2023 prende parte al film Te l'avevo detto di Ginevra Elkann e alla serie televisiva La storia, diretta da Francesca Archibugi, dove veste i panni di Leonardo. Nel 2024 è tra i protagonisti della commedia 30 notti con il mio ex, diretta da Guido Chiesa, nel ruolo di Lorenzo.
Parallelamente alla carriera attoriale, studia cinema e regia presso il DAMS e sviluppa una passione per la scrittura e la regia. Il suo primo lavoro da regista è il cortometraggio Gabriele (2024), che mescola elementi realistici e onirici, e che gli vale riconoscimenti come il miglior cortometraggio al Festival di Ponza e il premio al miglior attore al Festival Grifo di Chiaravalle.

## Filmografia

### Cinema

#### Attore
- Denti da squalo, regia di Davide Gentile (2023)
- Te l'avevo detto, regia di Ginevra Elkann (2023)
- 30 notti con il mio ex, regia di Guido Chiesa (2025)

#### Regista
- Gabriele - cortometraggio (2024)

### Televisione
- Mental - serie TV (2020)
- Prisma - serie TV (2022–2024)
- La storia - serie TV (2023)

## Riconoscimenti
- Ponza Film Festival
  - 2025 - Miglior cortometraggio per Gabriele
- Grifo International Short Film Festival
  - 2025 - Miglior attore per Gabriele